# Onthophagus cuneus
Onthophagus cuneus är en skalbaggsart som beskrevs av Antoine Boucomont 1924. Onthophagus cuneus ingår i släktet Onthophagus och familjen bladhorningar. Inga underarter finns listade i Catalogue of Life.